# Cyllenina
Cyllenina is een geslacht van uitgestorven weekdieren uit de klasse van de Gastropoda (slakken).

## Soorten
- Cyllenina ancillariaeformis (Grateloup, 1834) †
- Cyllenina helvetica (Peyrot, 1927) †